# 山形市立桜田小学校
山形市立桜田小学校（やまがたしりつ さくらだしょうがっこう）は、山形県山形市にある公立小学校である。

## 概要
山形市南部にあり、近年新興住宅地として人口が増えている。学区は主に国道13号山形バイパスより西側のエリアとなっている。学区内にはテレビユー山形（TUY）本社がある。

## 沿革
- 1991年（平成3年）4月 - 南小学校、蔵王第一小学校より分離開校

## 学区
- 青田南22番1号～ 4号，40号～63号，23番～25番、飯田西一丁目1番39号～50号、飯田西二丁目 1番、桜田西、桜田東、蔵王桜田、白山、元木、吉原南（3番1号から12号までを除く）[1]

## 卒業後
- 第十中学校 、蔵王第一中学校 へ進学する